# Джованні III Кріспо
Джованні III (італ. Giovanni III Crispo; 1450 — 1 липня 1494) — 18-й герцог Архіпелагу (Наксосу) в 1480—1494 роках.

## Життєпис
Походив з веронського роду Кріспо. Другий син Франческо II, герцога Архіпелагу, й Петронілли Бембо. Народився 1450 року. 1463 року помер батько, а владу спадкував старший брат Джакомо. Після смерті останнього 1480 року став герцогом Архіпелагу.
Невдовзі конфіскував о. Санторині в своєї небоги Флоренци, оголосивши передавання його незаконним. Це спричинило конфлікт і судову тяганину. За рішення венеційського сенату Джованні III сплатив конпенсацію та передав Флоренці 3 невеличкі острови.
Необхідність тримати війська та платити данину османам спричинило збільшення податків. Водночас герцог намагався приборкати місцеву знать. Зрештою все це спричинило повстання грецького населення проти Джованні III, яке він зміг приборкати лише за допомогою командора госпітальєрів на Наксосі.Знову надав притулок піратам, що атакували османські судна та береги, перестав сплачувати данину султанові.
1494 року відбулося нове повстання проти герцога, його замок було захоплено, а самого Джованні III вбито (за іншими відомостями його було отруєно в полоні). За звернення наксоської знаті венеційський сенат призначив на Наксосі свого губернатора — П'єтро Контаріні. Лише 1500 року герцогство було передано синові Джованні III — Франческо III.

## Родина
1. Дружина — Ветторе Морозіні
дітей не було
2. Дружина або коханка — Марія, донька Антоніо Кріспо, синьйора Сіроса
Діти:
- Франческо (1483—1511), 19-й герцог Архіпелагу
- донька

1 бастард